# Órbita semissíncrona
Uma órbita semissíncrona (SSO), em inglês Semi-Synchronous Orbit, é um tipo de órbita cujo período orbital é igual à metade do período de rotação do corpo sendo orbitado, e com o mesmo sentido da rotação desse corpo. 
Em relação à Terra, uma órbita semissíncrona é considerada uma órbita terrestre média, com um período de cerca de 12 horas. É uma órbita aproximadamente circular, com excentricidade próxima de zero, a uma altitude de cerca de 20 200 km.